# SPARCstation

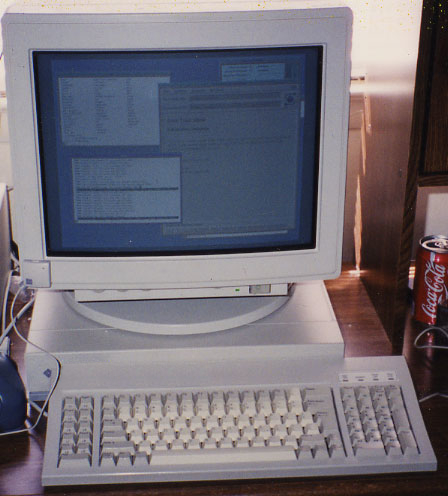
썬 SPARCstation 1+ "피자박스", 25MHz SPARC 프로세서, 1990년대 초

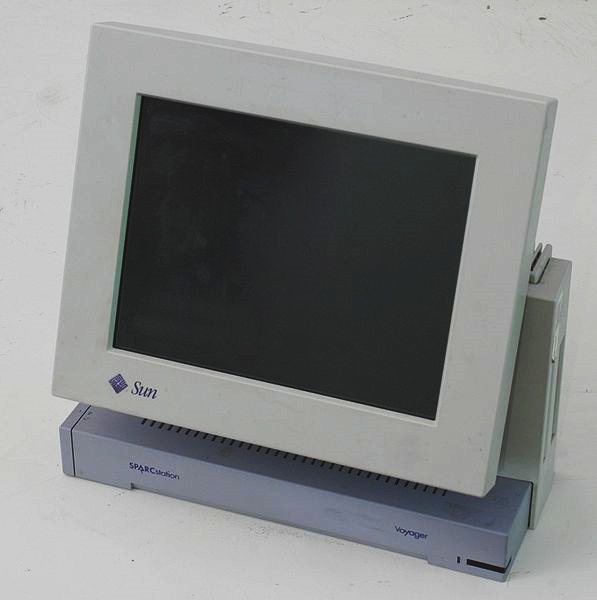
SPARCstation 보이저

SPARCstation, SPARCserver 및 SPARCcenter 제품군은 썬 마이크로시스템즈에서 개발 및 판매한 데스크톱, 데스크사이드(받침대) 및 랙 기반 폼 팩터 구성의 SPARC 기반 워크스테이션 및 서버 시리즈이다.
첫 번째 SPARCstation은 1989년에 출시된 SPARCstation 1(썬 4/60으로도 알려짐)이었다. 이 시리즈는 매우 인기가 있었으며, 이전에 썬 4/260에 도입된 Sun-4 아키텍처의 변형인 Sun-4c 아키텍처를 도입했다. 모토로라의 최신 프로세서 개발 지연 덕분에 SPARCstation 시리즈는 전체 산업에서 매우 성공적이었다. SPARCstation 이름을 가진 마지막 모델은 SPARCstation 4였다. 워크스테이션 시리즈는 1995년에 Sun Ultra 시리즈로 교체되었으며, 다음 썬 서버 세대는 1996년에 출시된 Sun Enterprise 라인이었다.

## 모델
동일한 모델 번호를 가진 데스크톱 및 데스크사이드 SPARCstation 및 SPARCserver는 본질적으로 동일한 시스템이었으며, 유일한 차이점은 서버로 지정된 시스템은 일반적으로 "헤드리스"(즉, 그래픽 카드와 모니터 없이 구성됨)였고, "데스크톱" OS 라이선스 대신 "서버" OS 라이선스와 함께 판매되었다는 것이다. 예를 들어, SPARCstation 20과 SPARCserver 20은 메인보드, CPU, 케이스 디자인 및 대부분의 다른 컴퓨터 하드웨어 사양에서 거의 동일했다.
대부분의 데스크톱 SPARCstation 및 SPARCserver는 "피자 박스" 또는 "도시락" 인클로저로 출하되었는데, 이는 이전 썬 및 당시 경쟁 시스템과는 상당한 차이가 있었다. SPARCstation 1, 2, 4, 5, 10, 20은 "피자 박스" 기계였다. SPARCstation SLC 및 ELC는 썬 모노크롬 모니터 인클로저에 통합되었고, SPARCstation IPC, IPX, SPARCclassic, SPARCclassic X 및 SPARCstation LX는 "도시락" 기계였다.

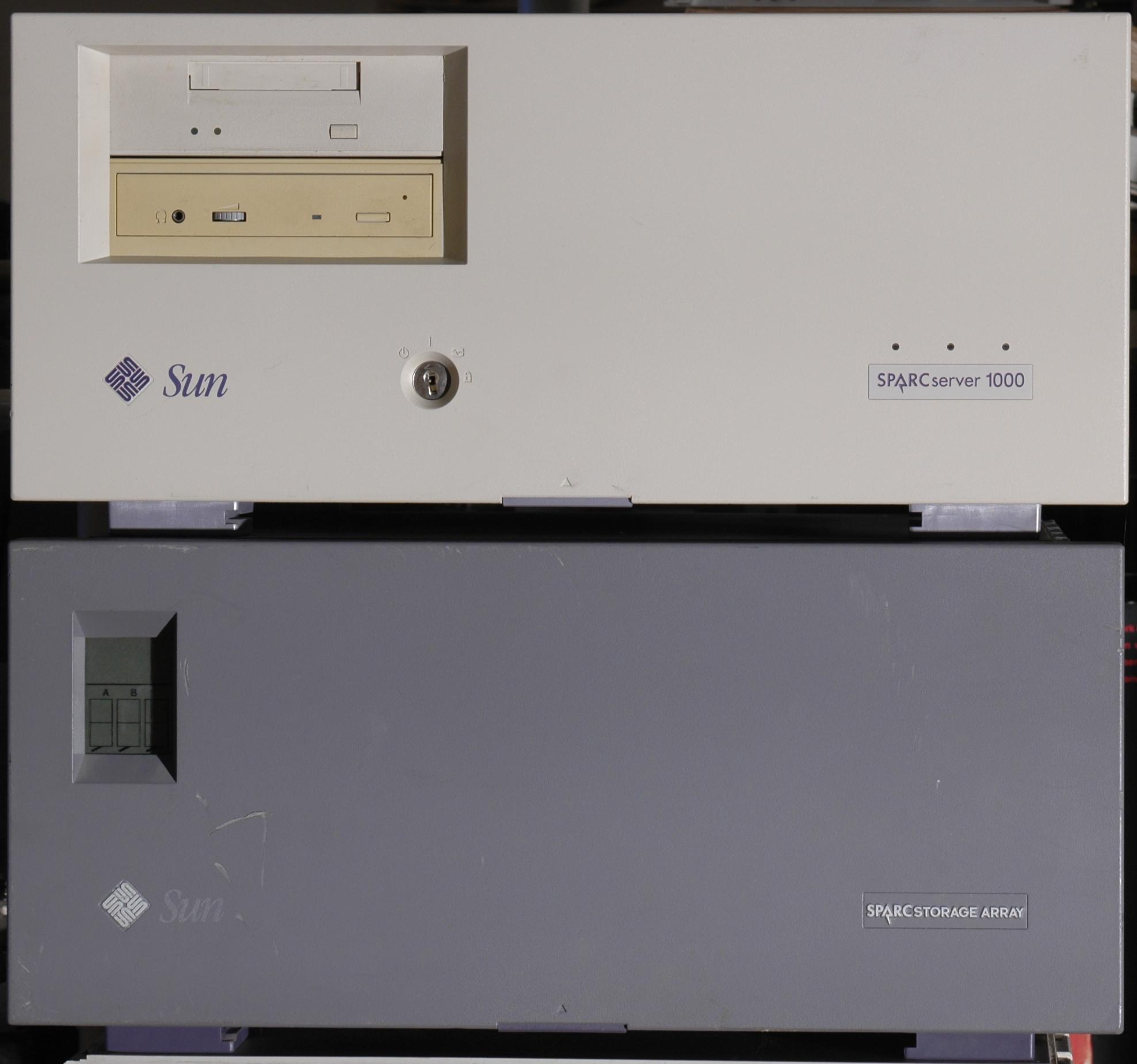
SPARCserver 1000 및 SPARC 스토리지 어레이 디스크 어레이

"30" 또는 "70"으로 끝나는 SPARCserver 모델은 데스크사이드 받침대 인클로저(각각 5슬롯 및 12슬롯 VME버스 섀시)에 수용되었고, "90"으로 끝나는 모델과 SPARCcenter 2000은 랙마운트 캐비닛 인클로저에 들어갔다. SPARCserver 1000의 디자인은 대형 랙 장착형 데스크톱 장치였다.
SPARCstation 10 및 20과 같은 SPARCstation 시리즈의 후기 버전은 MBus 고속 버스 기반이므로 다중 프로세서 시스템으로 구성할 수 있었다. 이 시스템은 MBus 모듈로 패키징된 하나 또는 두 개의 단일 또는 이중 중앙 처리 장치를 수용할 수 있었다.
SPARCserver 600MP 시리즈 출시 전까지 모든 SPARCstation/server 모델에는 썬 4-시리즈 모델 번호도 할당되었다. 이후 모델에는 S-접두사 모델 번호가 부여되었다.
모델은 범주 내에서 대략 연대순으로 나열되어 있다.

### "피자 박스" 시스템
| 이름              | 모델 | 코드명   | 플랫폼 | CPU                                                    | CPU MHz                                                     | RAM (최대) | 발표일      | 판매 종료일 | 지원 종료일 |
| ----------------- | ---- | -------- | ------ | ------------------------------------------------------ | ----------------------------------------------------------- | ---------- | ----------- | ----------- | ----------- |
| SPARCstation 1    | 4/60 | Campus   | sun4c  | 후지쯔 MB86901A 또는 LSI L64801                        | 20 MHz                                                      | 64 MB      | 1989년 4월  |             | 1999년 5월  |
| SPARCstation 1+   | 4/65 | Campus B | sun4c  | LSI L64801                                             | 25 MHz                                                      | 64 MB      | 1990년 5월  |             | 1999년 5월  |
| SPARCstation 2    | 4/75 | Calvin   | sun4c  | 사이프러스 CY7C601 또는 와이텍 SPARC POWER μP WTL 8601 | 40, 80 MHz                                                  | 128 MB     | 1990년 11월 |             | 1999년 12월 |
| SPARCstation 10   | S10  | Campus-2 | sun4m  | 슈퍼SPARC I/II 또는 로스 hyperSPARC                    | 33, 36, 40, 50, 60, 75, 80, 90, 100, 125, 150, 180, 200 MHz | 512 MB     | 1992년 5월  | 1994년 10월 | 1999년 10월 |
| SPARCstation 20   | S20  | Kodiak   | sun4m  | 슈퍼SPARC I/II 또는 로스 hyperSPARC                    | 50, 60, 75, 90, 100, 125, 150, 180, 200 MHz                 | 512 MB     | 1994년 3월  |             | 1997년 9월  |
| SPARCstation 5    | S5   | Aurora   | sun4m  | microSPARC II 또는 후지쯔 TurboSPARC                   | 70, 85, 110, 170 MHz                                        | 256 MB     | 1994년 3월  |             | 1998년 12월 |
| SPARCstation 4    | S4   | Perigee  | sun4m  | microSPARC II                                          | 70, 85, 110 MHz                                             | 160 MB     | 1995년 2월  |             | 1997년 7월  |
| SPARC Xterminal 1 | S114 | Perigee  | sun4m  | microSPARC                                             | 50 MHz                                                      | 128 MB     | 1995년 2월  |             |             |

1. ↑  SPARC Xterminal 1은 X 터미널로, SPARCstation 4와 동일한 인클로저를 사용했지만 다른 메인보드를 사용했다. SPARCstation 4로의 보드 교체 업그레이드도 판매되었다.

### "도시락" 시스템
| 이름             | 모델 | 코드명  | 플랫폼 | CPU                                                               | CPU MHz    | RAM (최대) | 발표일      | 판매 종료일 | 지원 종료일 |
| ---------------- | ---- | ------- | ------ | ----------------------------------------------------------------- | ---------- | ---------- | ----------- | ----------- | ----------- |
| SPARCstation IPC | 4/40 | Phoenix | sun4c  | 후지쯔 MB86901A 또는 LSI L64801                                   | 25 MHz     | 48 MB      | 1990년 7월  |             | 1999년 12월 |
| SPARCstation IPX | 4/50 | Hobbes  | sun4c  | 후지쯔 MB86903, 와이텍 W8701, 또는 와이텍 SPARC POWER μP WTL 8601 | 40, 80 MHz | 64 MB      | 1991년 7월  |             | 2000년 5월  |
| SPARCclassic     | 4/15 | Sunergy | sun4m  | microSPARC                                                        | 50 MHz     | 128 MB     | 1992년 11월 | 1995년 5월  | 2000년 5월  |
| SPARCstation LX  | 4/30 | Sunergy | sun4m  | microSPARC                                                        | 50 MHz     | 128 MB     | 1992년 11월 | 1994년 7월  | 1999년 7월  |
| SPARCclassic X   | 4/10 | Hamlet  | sun4m  | microSPARC                                                        | 50 MHz     | 96 MB      | 1993년 7월  | 1995년 5월  | 2000년 5월  |
| SPARCstation ZX  | 4/30 | Sunergy | sun4m  | microSPARC                                                        | 50 MHz     | 96 MB      | 1993년 8월  |             | 1994년 3월  |

1. ↑  SPARCclassic은 원래 SPARCstation LC라고 불릴 예정이었지만, SPARCstation ELC와의 혼동을 피하기 위해 출시 직전에 이름이 변경되었다.
2. ↑  SPARCclassic X는 하드 드라이브나 디스켓 드라이브가 없고 메모리가 4MB 또는 8MB에 불과한 간소화된 SPARCclassic으로, X 터미널로 판매되었다. SPARCclassic으로 업그레이드하는 키트가 판매되었다.

### 통합 모니터/휴대용 시스템
| 이름                 | 모델 | 코드명       | 플랫폼 | CPU                                             | CPU MHz | RAM (최대) | 발표일     | 판매 종료일 | 지원 종료일 |
| -------------------- | ---- | ------------ | ------ | ----------------------------------------------- | ------- | ---------- | ---------- | ----------- | ----------- |
| SPARCstation SLC     | 4/20 | Off-Campus   | sun4c  | 후지쯔 MB86901A, LSI L64801 또는 LSI LSIS1C0007 | 20 MHz  | 16 MB      | 1990년 5월 |             | 1996년 11월 |
| SPARCstation ELC     | 4/25 | Node Warrior | sun4c  | 후지쯔 MB86903 또는 와이텍 W8701                | 33 MHz  | 64 MB      | 1991년 7월 |             | 1998년 10월 |
| SPARCstation Voyager | S240 | Gypsy        | sun4m  | microSPARC II                                   | 60 MHz  | 80 MB      | 1994년 3월 | 1995년 12월 | 2000년 12월 |

### 서버 시스템
| 이름                    | 모델   | 코드명      | 플랫폼 | CPU                                          | CPU 버스 | CPU MHz            | RAM (최대) | 발표일     |
| ----------------------- | ------ | ----------- | ------ | -------------------------------------------- | -------- | ------------------ | ---------- | ---------- |
| SPARCserver 330         | 4/330  | Stingray    | sun4   | 사이프러스 CY7C601                           | —        | 25 MHz             | 72 MB      |            |
| SPARCserver 370         | 4/370  | Stingray    | sun4   | 사이프러스 CY7C601                           | —        | 25 MHz             | 72 MB      |            |
| SPARCserver 390         | 4/390  | Stingray    | sun4   | 사이프러스 CY7C601                           | —        | 25 MHz             | 72 MB      |            |
| SPARCserver 470         | 4/470  | Sunray      | sun4   | 사이프러스 CY7C601                           | —        | 33 MHz             | 96 MB      |            |
| SPARCserver 490         | 4/490  | Sunray      | sun4   | 사이프러스 CY7C601                           | —        | 33 MHz             | 96 MB      |            |
| SPARCserver 630MP       | S630   | Galaxy      | sun4m  | 최대 4개 사이프러스 CY7C601 또는 슈퍼SPARC I | MBus     | 40, 50, 60 MHz     | 1 GB       | 1991년 9월 |
| SPARCserver 670MP       | S670   | Galaxy      | sun4m  | 최대 4개 사이프러스 CY7C601 또는 슈퍼SPARC I | MBus     | 40, 50, 60 MHz     | 2.5 GB     | 1991년 9월 |
| SPARCserver 690MP       | S690   | Galaxy      | sun4m  | 최대 4개 사이프러스 CY7C601 또는 슈퍼SPARC I | MBus     | 40, 50, 60 MHz     | 3.5 GB     | 1991년 9월 |
| SPARCserver 1000/1000E  | S1000  | Scorpion    | sun4d  | 최대 8개 슈퍼SPARC I/II                      | XDBus ×1 | 40, 50, 60, 85 MHz | 2 GB       |            |
| SPARCcenter 2000/2000E  | S2000  | Dragon      | sun4d  | 최대 20개 슈퍼SPARC I/II                     | XDBus ×2 | 40, 50, 60, 85 MHz | 5 GB       |            |
| Cray Superserver CS6400 | CS6400 | SuperDragon | sun4d  | 최대 64개 슈퍼SPARC I/II                     | XDBus ×4 | 60, 85 MHz         | 16 GB      |            |

위 구성은 썬 마이크로시스템즈에서 지원하는 구성이었다는 점에 유의한다. SPARCstation/server 시스템에는 다양한 타사 프로세서 업그레이드가 가능했는데, 예를 들어 SPARCstation 2 또는 IPX용 80MHz 와이텍 POWER μP 또는 최대 200MHz 클럭 속도로 평가된 로스 hyperSPARC MBus 모듈 등이 있었다. 위에서 언급했듯이, SPARCstation으로 나열된 일부 모델은 SPARCserver 구성으로도 제공되었고 그 반대의 경우도 마찬가지였다.
CS6400은 썬 마이크로시스템즈와 경쟁하기보다는 협력하는 외부 그룹에 의해 개발되었다. 그 결과, 크레이 리서치에서 Cray Superserver 6400으로 판매되었지만, 모든 구성 요소는 썬 OEM 부품 번호를 가지고 있었고 해당 기계는 썬의 시스템 핸드북에 문서화되어 있었다. 1996년, 크레이 리서치가 실리콘 그래픽스에 인수되면서 CS6400 개발 그룹은 썬에 판매되었고, 이듬해 64-프로세서 썬 울트라 엔터프라이즈 10000 "스타파이어"를 출시했다.